# 올리비에 메가통
올리비에 메가통(프랑스어: Olivier Megaton, 1965년 4월 1일 ~ )는 프랑스의 영화 감독이다. 뤼크 베송 사단의 일원으로서, 《콜롬비아나》(2011), 《테이큰 2》(2012), 《테이큰 3》(2013) 등의 액션 영화를 연출하였다. 애초에는 그래피티 예술가로 활동하였으나, 뮤직비디오 연출가 장바티스트 몽디노를 만난 후 영화계로 뛰어들었다.
그의 본명은 올리비에 퐁타나(Olivier Fontana)로, '메가통'은 예명이다. 이는 그가 히로시마 원자폭탄 투하 사건의 날짜에서 정확히 20년이 지난 날에 태어난 데서 따온 것이다.

## 연출 작품 목록

### 영화
| 연도 | 제목                               | 원제                                        | 배역 | 비고 |
| ---- | ---------------------------------- | ------------------------------------------- | ---- | ---- |
| 2008 | 트랜스포터 3                       | Transporter 3                               | 연출 |      |
| 2011 | 콜롬비아나                         | Colombiana                                  | 연출 |      |
| 2012 | 테이큰 2                           | Taken 2                                     | 연출 |      |
| 2013 | 테이큰 3                           | Taken 3                                     | 연출 |      |
| 2017 | 발레리안: 천 개 행성의 도시        | Valerian and the City of a Thousand Planets | 조연 |      |
| 2020 | 라스트 데이스 오브 아메리칸 크라임 | The Last Days of American Crime             | 연출 |      |